# William, prins av Wales
William, prins av Wales, William Arthur Philip Louis Mountbatten-Windsor, född 21 juni 1982 i London, är son till kung Charles III och framlidna prinsessan Diana samt sonson till drottning Elizabeth II av Storbritannien. Prins William är tronföljare till den brittiska kronan och tronföljare i 14 oberoende stater. William blev hertig av Rothesay och hertig av Cornwall efter sin far Charles III:s trontillträde den 8 september 2022. Dagen efter utsågs han till prins av Wales, en titel reserverad för tronföljaren till en regerande monark.
Han är sedan den 29 april 2011 gift med Catherine Middleton, som efter giftermålet titulerades Catherine, hertiginna av Cambridge. De fick en son vid namn George Alexander Louis den 22 juli 2013. Den 2 maj 2015 föddes parets andra barn, Charlotte Elizabeth Diana. Den 23 april 2018 föddes parets tredje barn, Louis Arthur Charles.

## Barndom
Prins William föddes på St Mary's Hospital, London den 21 juni 1982 klockan 21.03, som äldste son till dåvarande prins Charles (Charles III) och Diana, prinsessa av Wales. Han blev drottning Elizabeth II:s tredje barnbarn. Prinsen döptes på Buckingham Palace den 4 augusti 1982 (samma dag som drottningmodern fyllde 82 år) av  ärkebiskopen av Canterbury Robert Runcie. Williams gudföräldrar var ex-kung Konstantin II av Grekland, Prinsessan Alexandra, Natalia Grosvenor (hustru till Gerald Grosvenor, 6:e hertig av Westminster), Susan Hussey, Baronessan Hussey av North Bradley, Lord Romsey, samt Laurens van der Post. Som manligt barnbarn till monarken och son till en prins av Wales fick han prefixet kunglig höghet och titeln Prins William av Wales, men föräldrarna gav honom smeknamnet Wombat. I pressen kallas han Wills. Det sägs att prinsen, när han var sju år gammal, sade till sin mor att han ville bli polis, så han kunde skydda henne, men att hans bror då sa "Åh, nej det får du inte. Du måste bli kung." Williams första offentliga framträdande var 1 mars 1991 (Saint David's Day) under ett officiellt besök i Cardiff med föräldrarna. I Llandaff Cathedral skrev han i gästboken och det går att se att han var vänsterhänt. Den 3 juni 1991, då han var 8 år gammal, fick han ett slag i huvudet med en golfklubba. Han förlorade inte medvetandet men opererades och fick ett bestående ärr.
Hans mor tog med honom och hans bror till allt från Disneyland och McDonald's till besök på aidskliniker och härbärgen för hemlösa. Hans föräldrar separerade officiellt när han var 10 år gammal och skilde sig när han var fjorton. Ett år senare dog modern i en bilolycka i Paris.
William befann sig tillsammans med sin far och sin bror på sin farmors sommarslott i Skottland, Balmoral Castle, när modern omkom. Deras far väntade till gryningen innan han berättade för pojkarna att deras mor var död. Bara några dagar tidigare hade bröderna varit på semester med modern i södra Frankrike. Vid hennes begravning gick William, tillsammans med sin bror, far, farfar och morbror bakom begravningskortegen från Buckingham Palace till Westminster Abbey.

## Utbildning

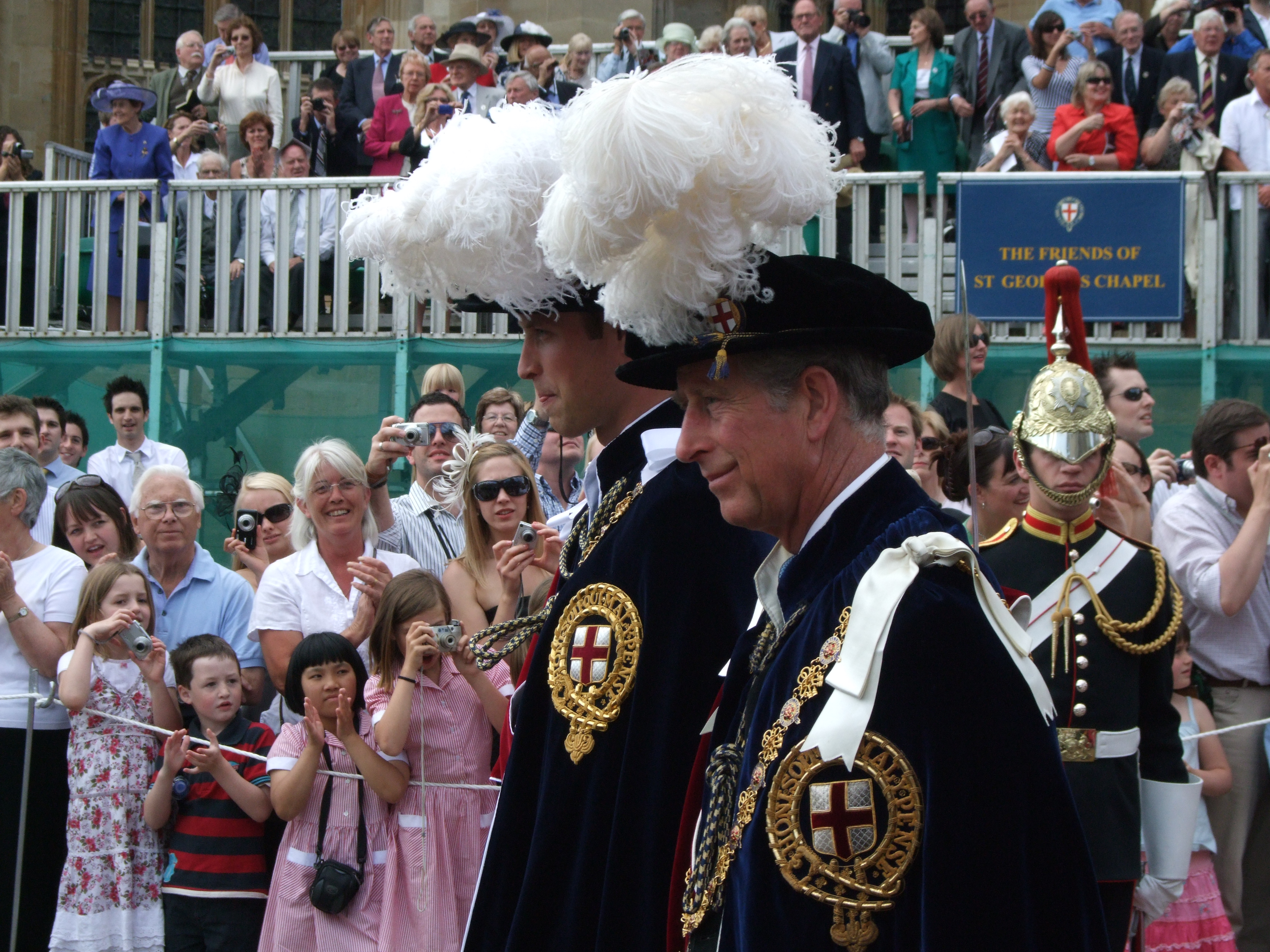
Vid installationsceremonin med sin far när han upptogs som riddare av Strumpebandsorden 2008.

Prins William studerade geografi, biologi och konsthistoria vid Eton College i Eton och har en bachelorexamen från St Andrews universitet. Han valde först konsthistoria som huvudämne, men ändrade senare detta till geografi. Under delar av ett sabbatsår befann han sig i Chile, Belize och några länder i Afrika. Han fick en befälsbefattning som löjtnant i Blues and Royals-regementet i Household Cavalry — och tjänstgjorde där tillsammans med sin bror prins Harry. 
Två år senare avslutade han sin pilotutbildning vid Royal Air Force College Cranwell. År 2009 förflyttades prins William till Royal Air Force och befordrades till löjtnant och genomförde träning i helikopterflygning för att på heltid kunna verka som pilot inom RAF Search and Rescue Force som ägnar sig åt flygande räddningstjänst i Storbritannien, på Cypern och på Falklandsöarna. Från hösten 2010, efter det att han avslutat sin allmänna och sin specialiserade helikopterutbildning, var han förlagd till RAF Valley i No. 22 Squadron som andrepilot på en Westland Sea King-helikopter. Han avslutade denna tjänst 2013, och meddelade att han från 2015 kommer att ha enskild tjänst som ambulanshelikopterflygare för East Anglian Air Ambulance, anställd av Bond Air Services. Lönen doneras till välgörenhet.
Han var stationerad i Wales, där han också bodde med sin blivande hustru, även om prinsen liksom hans far och bror hade Clarence House som officiellt residens.

## Utmärkelser
Den 22 april 2008 meddelades att drottning Elizabeth II utnämnt prins William till riddare av Storbritanniens äldsta riddarorden Strumpebandsorden, vilken grundades av Edvard III av England, år 1348. Den 16 juni samma år installerades han i St Georges Chapel. Prins William blev därmed den 1 000:e medlemmen av denna orden.

## Sabbatsår
Liksom många andra brittiska tonåringar tog prins William ett sabbatsår när han slutade på Eton College. Under året deltog han bland annat vid brittiska arméns övningar i Belize, var volontär i södra Chile och fick tillsammans med sin far lära sig att köra en Humvee i USA vid United States Military Academy.

## Giftermål och familj

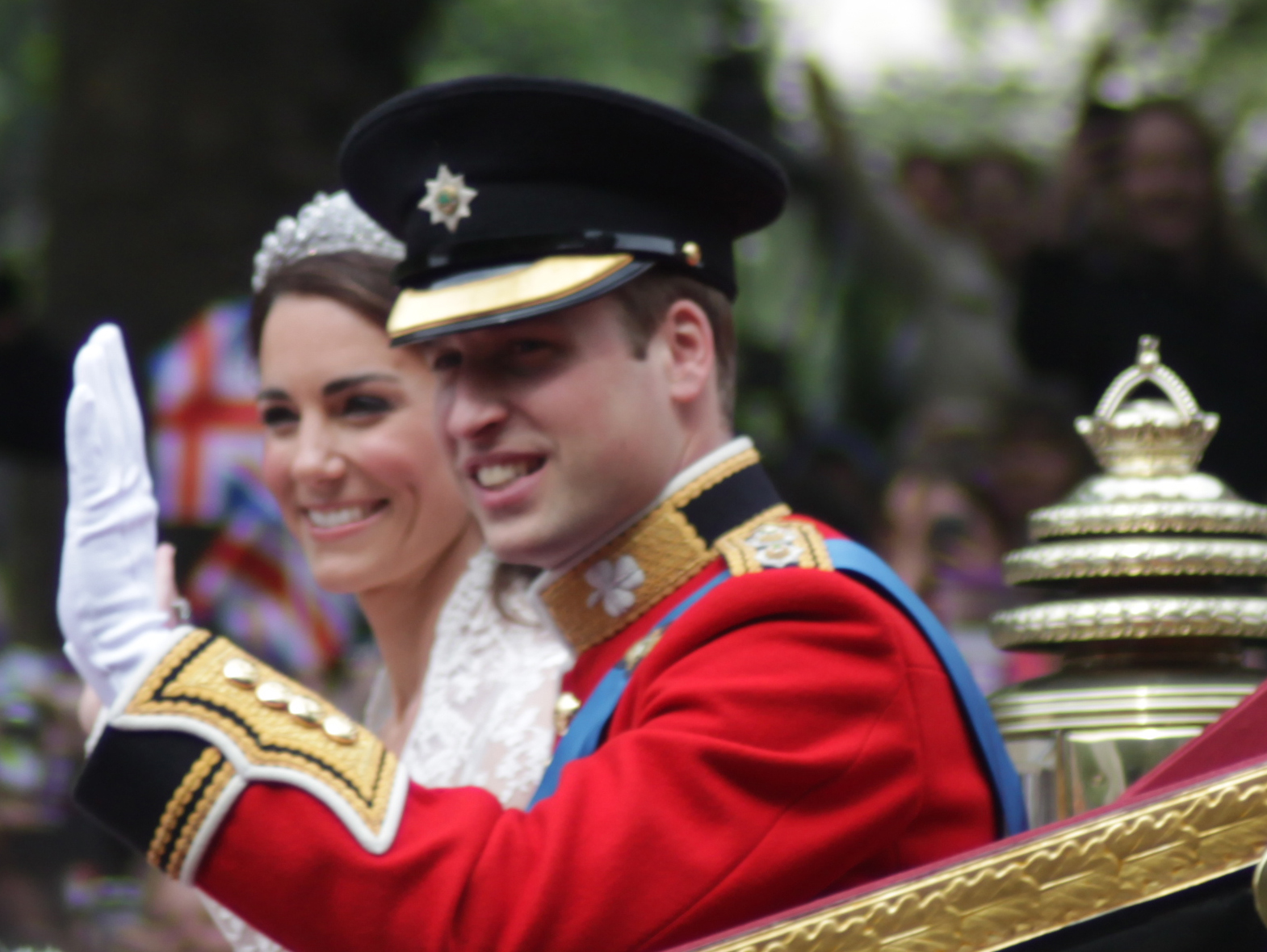
Prins William och nyblivna hustrun Kate på sin bröllopsdag 29 april 2011.

Runt 2005 inledde William ett förhållande med Catherine "Kate" Middleton. De lärde känna varandra 2001 i samband med universitetsstudierna. Den 16 november 2010 tillkännagavs deras förlovning. Hertiginnans förlovningsring är densamma som prinsessan Diana bar.
Några timmar innan bröllopet, 29 april 2011, tillkännagavs att William förlänats pärsvärdighet med titlarna hertig av Cambridge, earl av Strathearn och baron Carrickfergus av sin farmor, drottning Elizabeth II. Paret gifte sig fredagen den 29 april 2011 i Westminster Abbey. Prins William bar under bröllopet röd uniform från Iriska gardet (med skärmmössa istället för björnskinnsmössa) i vilket han är hedersöverste.
Den 22 juli 2013 föddes parets son George Alexander Louis. 8 september 2014 meddelade Buckingham Palace att paret väntade sitt andra barn. Den 2 maj 2015 föddes Charlotte Elizabeth Diana. Den 23 april 2018 föddes parets tredje barn, Louis Arthur Charles.

## Kungliga representationsuppdrag

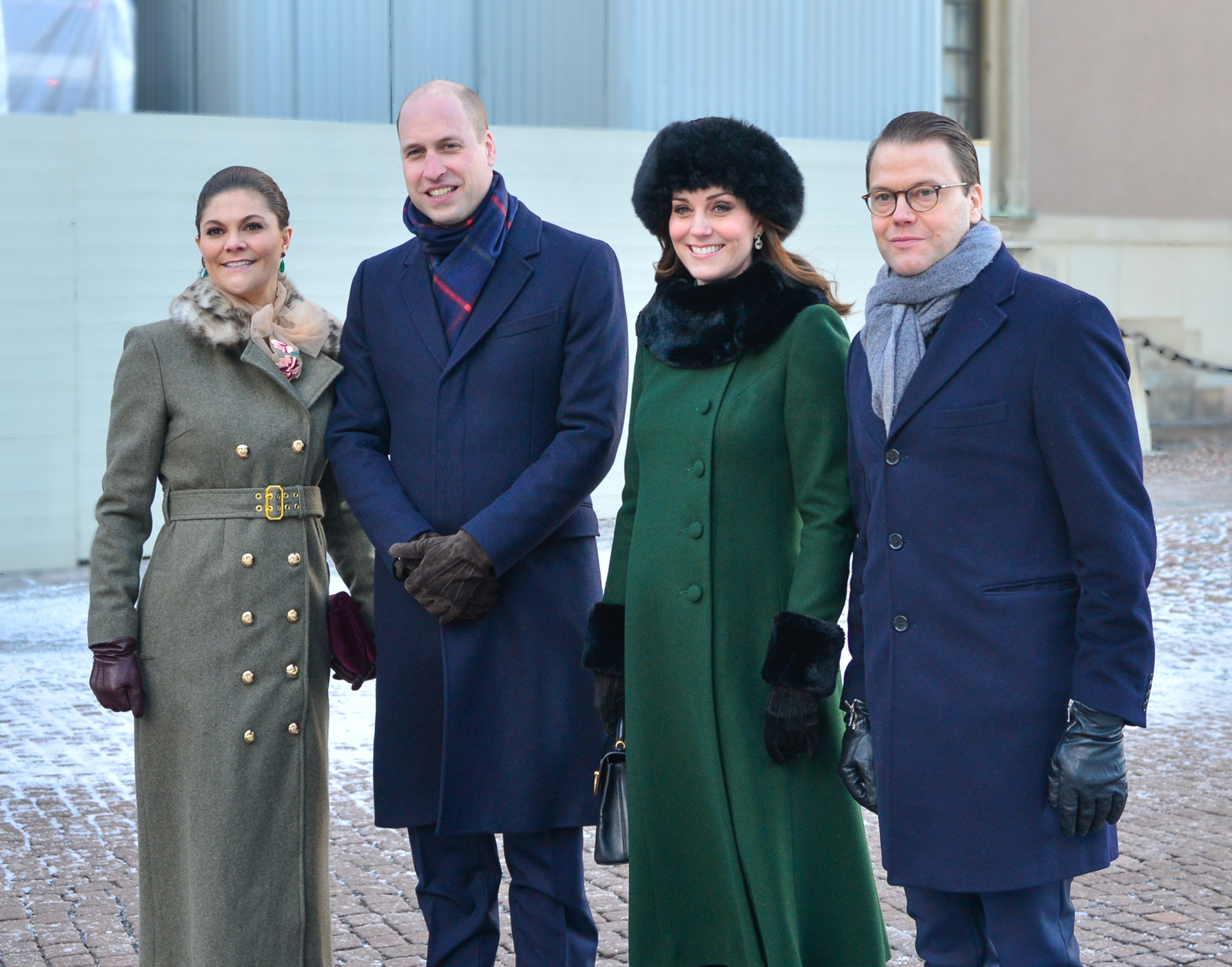
Hertigen och hertiginnan av Cambridge på officiellt besök i Sverige, Stockholm i januari 2018. Här tillsammans med kronprinsessan Victoria och prins Daniel utanför Stockholms slott. (bild ur film)

I januari 2018 gjorde prins William och Catherine ett officiellt besök i Sverige för att, bland annat, besöka Karolinska Institutet för att få veta mer om YAM-projektet (Youth Aware of Mental health) och sedan Matteusskolan i Stockholm för att samtala med elever och lärare som deltagit i projektet.
Han är kung Charles äldste son, och om han i framtiden blir kung, och väljer att använda sitt tilltalsnamn, så blir han kung William V.

## Anfäder
|                  |  |  |  |  |  |  |  |                     |  |  |  |  |  |  |  |                                         |  |  |  |  |  |  |  | 8. Prins Andreas av Grekland och Danmark |
|                  |  |  |  |  |  |  |  |                     |  |  |  |  |  |  |  |                                         |  |  |  |  |  |  |  |                                          |
|                  |  |  |  |  |  |  |  |                     |  |  |  |  |  |  |  | 4. Prins Philip av Grekland och Danmark |  |  |  |  |  |  |  |                                          |
|                  |  |  |  |  |  |  |  |                     |  |  |  |  |  |  |  |                                         |  |  |  |  |  |  |  |                                          |
|                  |  |  |  |  |  |  |  |                     |  |  |  |  |  |  |  |                                         |  |  |  |  |  |  |  | 9. Prinsessan Alice av Battenberg        |
|                  |  |  |  |  |  |  |  |                     |  |  |  |  |  |  |  |                                         |  |  |  |  |  |  |  |                                          |
|                  |  |  |  |  |  |  |  | 2. Kung Charles III |  |  |  |  |  |  |  |                                         |  |  |  |  |  |  |  |                                          |
|                  |  |  |  |  |  |  |  |                     |  |  |  |  |  |  |  |                                         |  |  |  |  |  |  |  |                                          |
|                  |  |  |  |  |  |  |  |                     |  |  |  |  |  |  |  |                                         |  |  |  |  |  |  |  | 10. Kung Georg VI                        |
|                  |  |  |  |  |  |  |  |                     |  |  |  |  |  |  |  |                                         |  |  |  |  |  |  |  |                                          |
|                  |  |  |  |  |  |  |  |                     |  |  |  |  |  |  |  | 5. Drottning Elizabeth II               |  |  |  |  |  |  |  |                                          |
|                  |  |  |  |  |  |  |  |                     |  |  |  |  |  |  |  |                                         |  |  |  |  |  |  |  |                                          |
|                  |  |  |  |  |  |  |  |                     |  |  |  |  |  |  |  |                                         |  |  |  |  |  |  |  | 11. Elizabeth Bowes-Lyon                 |
|                  |  |  |  |  |  |  |  |                     |  |  |  |  |  |  |  |                                         |  |  |  |  |  |  |  |                                          |
| 1. Prins William |  |  |  |  |  |  |  |                     |  |  |  |  |  |  |  |                                         |  |  |  |  |  |  |  |                                          |
|                  |  |  |  |  |  |  |  |                     |  |  |  |  |  |  |  |                                         |  |  |  |  |  |  |  | 12. Albert Spencer, 7:e earl Spencer     |
|                  |  |  |  |  |  |  |  |                     |  |  |  |  |  |  |  |                                         |  |  |  |  |  |  |  |                                          |
|                  |  |  |  |  |  |  |  |                     |  |  |  |  |  |  |  | 6. John Spencer, 8:e earl Spencer       |  |  |  |  |  |  |  |                                          |
|                  |  |  |  |  |  |  |  |                     |  |  |  |  |  |  |  |                                         |  |  |  |  |  |  |  |                                          |
|                  |  |  |  |  |  |  |  |                     |  |  |  |  |  |  |  |                                         |  |  |  |  |  |  |  | 13. Cynthia Hamilton                     |
|                  |  |  |  |  |  |  |  |                     |  |  |  |  |  |  |  |                                         |  |  |  |  |  |  |  |                                          |
|                  |  |  |  |  |  |  |  | 3. Diana Spencer    |  |  |  |  |  |  |  |                                         |  |  |  |  |  |  |  |                                          |
|                  |  |  |  |  |  |  |  |                     |  |  |  |  |  |  |  |                                         |  |  |  |  |  |  |  |                                          |
|                  |  |  |  |  |  |  |  |                     |  |  |  |  |  |  |  |                                         |  |  |  |  |  |  |  | 14. Edmund Burke Roche, 4:e baron Fermoy |
|                  |  |  |  |  |  |  |  |                     |  |  |  |  |  |  |  |                                         |  |  |  |  |  |  |  |                                          |
|                  |  |  |  |  |  |  |  |                     |  |  |  |  |  |  |  | 7. Hon. Frances Burke-Roche             |  |  |  |  |  |  |  |                                          |
|                  |  |  |  |  |  |  |  |                     |  |  |  |  |  |  |  |                                         |  |  |  |  |  |  |  |                                          |
|                  |  |  |  |  |  |  |  |                     |  |  |  |  |  |  |  |                                         |  |  |  |  |  |  |  | 15. Ruth Smith Gill                      |
|                  |  |  |  |  |  |  |  |                     |  |  |  |  |  |  |  |                                         |  |  |  |  |  |  |  |                                          |